# Митридат VI
Вижте пояснителната страница за други личности с името Митридат.
Митридат VI Евпатор (на гръцки: Μιθριδάτης – „дарен от Митра“) е цар на Понт. Той е един от най-силните и опасни противници на късната Римска република и води три т. нар. Митридатови войни срещу трима от най-изтъкнатите римските военачалници Луций Корнелий Сула, Лукул и Помпей Велики.
Митридат е цар от елинистически и персийски произход и твърди, че е потомък на Александър Македонски и на цар Дарий I. Организира двора си по елинистичен модел, сприятелява се с най-известните представители на културата от този период. Постепенно започва да се стилизира като „нов Александър Македонски“ (на латински: Imitatio Alexandri). Тази имитацията достига апогей през 88/87 пр.н.е, когато в Понт започват да се секат монети с разкрасен образ на Митридат, наподобяващ Александър.
Предполага се, че имал изключителна памет: Плиний Стари и други историци съобщават, че Митридат е можел да говори на езиците на всичките 22 народности, които били под негово управление. Данните посочени от Плиний са и в разказа „Фунес паметливият“ на Хорхе Луис Борхес. След неговата многоезичност, няколко книги с образци на много различни езици са публикувани под заглавието „Митридат“.

## Ранни години
Роден е през 134 пр.н.е. в Синоп. Датата на коронацията му е спорна. Митридат VI Евпатор е син на Митридат V Евергет (150 – 120 пр.н.е.), който е убит при заговор докато Митридат е все още момче. В следващите години върховната власт се упражнява от майка му Лаодика (Laodice), която предпочита по-малкият му брат пред него. По времето на убийството на баща му той е на 12 години и според една от историите, като предпазна мярка е принуден да се крие в горите около Понт в продължение на седем години. Там той израства силен и свикнал с трудностите, преди да се качи на престола. През 113 пр.н.е. Митридат се завръща и вкарва майка си и брат си в затвора. С взимането на властта, той започва да разширява територията на царството си чрез интриги, дворцови убийства, добре калкулирани брачни съюзи и хитри дипломатични ходове. Първата царица на Митридат е сестра му, която също се казва Лаодика.
След като покорява Колхида, царя на Понт води битка за надмощие в понтийско-каспийската степ със скитския цар Палак (Palacus). Най-важните средища Крим, Таврия и Боспорското царство с охота предават своята независимост в замяна на обещание от Митридат да ги защитава от скитите – техни древни врагове. След няколко неуспешни опита за нахлуване в Крим, скитите и техните съюзници роксоланите претърпяват тежки загуби от понтския генерал Диофант (Diophantus) и приемат Митридат за свой повелителител. Младият цар обръща вниманието си към Мала Азия, където римската власт расте. Той участва в подялба на Пафлагония и Галация с Никомед III, цар на Витиния. Скоро обаче става ясно, че Никомед участва в антипонтийски съюз с разширяващата се Римска република. Когато Никомед прави опит да контролира Кападокия, е победен в серия от битки от понтийските сили и е принуден открито да търси помощ от Рим. Римляните на два пъти се намесват в конфликта в полза на Никомед (95 и 92 пр.н.е.), което прави войната между Рим и Понт неизбежна.
Митридат има амбиция да създаде мощна държава, господстваща над Черно море и Мала Азия, държава, способна да стане приемник на елинистическите династии. Влиянието си над териториите на изток от границите на римляните, утвърждава не само със силата на оръжието, но и с дипломатически средства. Така, той дава дъщеря си Клеопатра за съпруга на арменския цар Тигран II, като сключва с него военен и политически съюз. Те ще се подкрепят взаимно в бъдещите конфликти с Рим.

## Митридатови войни
Новият владетел на Витиня Никомед IV Филопатор е марионетка манипулирана от Рим. Митридат замисля заговор за свалянето му, но опитите му не успяват и Никомед, подстрекаван от римските си съветници, обявява война на Понт. Римляните по това време са замесени в Съюзническа война – война срещу съюзниците си италийци. Така в цялата римска провинция Азия има само два легиона, които се намират в Македония. Тези легиони комбинирани с армията на Никомед нахлуват в Понт през 89 пр.н.е. Митридат обаче печели убедителна победа като разпилява водените от римляните сили. Неговите победоносни войски са посрещнати радостно в Мала Азия. През следващата 88 пр.н.е. Митридат дирижира избиването на римски и италийски заселници останали в няколко града в Азия, в основата си това е прочистване на римското присъствие в района.
Понтийското царство се състои от смесено население от йонийски гърци и азиатски градове. Царското семейство премества столицата от Амасия (Amasia) в гръцкия град Синоп. Управниците опитали изцяло да усвоят потенциал на своите поданици, като демонстрират „гръцко лице“ на гръцкия свят и „ирано/анадолско лице“ на източния свят. Когато различията с анадолските поданици ставали големи, те подчертават своя персийски произход. В този дух царската пропаганда твърдяла за наследствени връзки и с персийски и с гръцки владетели, включително Кир Велики, Дарий I и Александър Велики. Митридат твърде много се изтъква като шампион на елинизма, единственият който е в състояние да успее да освободи гърците от римска зависимост; не се знае дали това е истинската причина или Митридат просто не е движен от амбициите си за разширяване на своите владения. Каквито и да са били истинските му намерения, гръцките градове (включително Атина) преминават на негова страна и го приветстват като освободител при пристигането му на гръцка земя, докато флота му обсажда римляните в Родос.
След завладяването на Западна Мала Азия през 88 пр.н.е. по заповед на Митридат са изклани, както се твърди около 80 000 римски мъже, жени и деца – инцидент известен като „Азиатска вечерня“. Тези кланета довеждат до намеса на Римската република. По времето на Първата Митридатова война водена между 88 и 84 пр.н.е. Луций Корнелий Сула принуждава Митридат да се изтегли от Гърция. След това оставя Луций Лициний Мурена да командва римските сили в Мала Азия, а самият Сула се връща в Италия за да се изправи срещу Гай Марий. Снизходителния мирен договор подписан впоследствие, който всъщност никога не е ратифициран от римския сенат, дава възможност на Митридат да възстанови силите си. Мурена атакува Митридат провокирайки избухването на Втората Митридатова война от 83 до 81 пр.н.е. Победата този път е за Митридат.
Когато римляните се опитват да анексират Витиния близо десетилетие по-късно, Митридат ги напада с още по-голяма армия, което води до Третата Митридатова война, която се провежда от 73 до 63 пр.н.е. В началото Лукул, а след това Помпей са изпратени срещу Митридат. Той губи и тази война, като в крайна сметка е победен от Помпей.

## Последни години и смърт
Вижте също: Митридатизация
След поражението си през 65 пр.н.е. Митридат бяга с малка армия от Колхида (сегашна Грузия) през Кавказките планини към Крим, като има планове да събере друга армия с която да се бие срещу Рим. Неговия най-възрастен син Махар (Machares), който е вицецар на Боспосрското царство не изявява желание да помогне на баща си. Махар е отстранен и самия Митридат поема контрола над царството. Той заповядва събирането на военни данъци и подготовката на нова война. Но през 63 пр.н.е. неговият по-млад син Фарнак II подкрепян от недоволното и изморено от продължителната война население, застава начело на бунт срещу баща си. Това предателство след загубите му в битките, наранява Митридат повече от всичко друго и виждайки как губи властта си той опитва да се самоубие с отрова. Опитът се проваля, защото той има имунитет към различни отрови; имунитет придобит от пиене на малки дози от всички познати му отрови през целия му живот, като превантивна мярка да се предпази от покушение. Според „Римска история“ на Апиан, след неуспешния опит за самоотравяне Митридат нарежда на своя галски бодигард и приятел Битуит (Bituitus) да го убие с кинжал. По заповед на Помпей Велики тялото на Митридат е погребано в гробницата на неговите предци в град Амасия старата столица на Понт.